# آیدن موریس
آیدن موریس (انگلیسی: Aidan Morris؛ زادهٔ ۱۶ نوامبر ۲۰۰۱) بازیکن فوتبال اهل ایالات متحده آمریکا است که در حال حاضر برای باشگاه فوتبال کلمبوس کرو بازی می‌کند. 
از باشگاه‌هایی که در آن بازی کرده است می‌توان به باشگاه فوتبال کلمبوس کرو اشاره کرد.
وی همچنین در تیم‌های ملی فوتبال زیر ۱۸سال، زیر ۲۰ سال، زیر ۲۳ سال و بزرگسالان ایالات متحده آمریکا بازی کرده است.